# Egércsapda
Az Egércsapda (eredeti cím: The Mouse Trap) 2024-ben bemutatott kanadai horror-filmvígjáték, amelyet Jamie Bailey rendezett, Walt Disney Mickey egere alapján. A főbb szerepekben Sophie McIntosh, Callum Sywyk, Allegra Nocita, Ben Harris és Mireille Gagné látható.
Kanadában 2024. augusztus 6-án VOD-on, Magyarországon 2024. szeptember 19-én mutatták be a mozikban.

## Cselekmény
Egy rendőrőrsön Cole és Marsh nyomozók megpróbálják kihallgatni Rebeccát, egy nemrég történt mészárlás túlélőjét, hogy megtudják, ki állt a gyilkosság mögött és miért. Rebecca vonakodik, arra hivatkozva, hogy ő és a nyomozók is meghalnak, ha elmondja nekik, de végül beadja a derekát, és elkezdi elmagyarázni, mi történt.
Nem sokkal korábban, egy játékteremben az alkalmazottak, Alex és Jayna megtudják a főnöküktől, Tim Collinstól, hogy egy utolsó pillanatban történt foglalás miatt késő esti műszakban kell maradniuk. Később, miközben a Willie gőzhajót nézik a filmvetítőn, Tim fenyegető nevetést kezd hallani, és egy közeli szekrényben egy Mickey egér maszkot talál, amely beszélni kezd hozzá. Tim transzba esve kinyitja a szekrényt, és felveszi a maszkot.
Miután Jayna elhagyja az épületet, Alex meglátja, hogy Tim a Mickey-maszkot viseli, miközben az egyik kijáratot leláncolja. Zavarodottan és aggódva Alex elmenekül, csakhogy belebotlik a barátjába, Marcusba és a többi barátjába, Ryanbe, Paulba, Jackie-be, Gemmába, Dannybe, Marie-be és Rebeccába. Kiderül, hogy a "last minute foglalás" valójában általuk volt megszervezve, mint egy meglepetés korai születésnapi parti Alex számára.
Miközben a buli már javában tart, Ryan összeszedi mindenki telefonját egy zacskóba, és a pulton hagyja. Eközben Paul és Jackie a dzsungel tornaterembe mennek szexelni, ahol Tim megjelenik egy késsel felfegyverkezve és megtámadja őket. A csoport többi tagja felfedezi, hogy a kijáratokat leláncolták, és a telefonjaikat ellopták. Miután szétválnak és Paul és Jackie keresésére indulnak, Rebecca találkozik Mickeyvel, aki láthatóan most már képes teleportálni, de a villogó fények könnyen elijesztik. Marie is találkozik Mickeyvel, aki megsebesíti, de sikerül elmenekülnie, mielőtt a férfi megölhetné. Tájékoztatja Alexet és Marcust a találkozásáról, mivel úgy hiszi, hogy Ryan volt az, aki megtámadta, mivel sehol sem találják. Alex ezután felfedezi, hogy a fények és a telefonvonalak nem működnek, mielőtt ő, Marcus és Marie megtalálják Pault és Jackie-t holtan.
Marcus javaslatára Alex bekapcsolja az épület tűzjelzőjét, hogy riassza a mentőszolgálatot. Mickey ezután elvágja Gemma torkát, teleportál a lézerharc-arénába, elvágja Rebecca bokáját, és megöli Dannyt. Alex látja, hogy Jayna visszatér az épületbe, de nem tudja figyelmeztetni őt Mickeyre, mielőtt a férfi mögé teleportálna és megölné. Visszatérve megtalálja Marcust és Marie-t, akik megtalálták Ryant, és kihallgatják, így Alex rájön, hogy Ryan ártatlan, mielőtt Mickey megjelenik és megtámadja őket. Alex egy zseblámpával eltereli Mickey figyelmét, miközben Marcus egy baseballütővel leüti őt, de Mickey elteleportál, mielőtt végezhetnének vele. A túlélők rájönnek, hogy Mickey fényfóbiáját ellene tudják felhasználni, ezért becsalják a dzsungel tornaterembe, és bekapcsolják a stroboszkópos fényeket, így zavartan verik le Mickey-t. Mickey-nek azonban valahogy sikerül telekinézissel kikapcsolnia a stroboszkópos fényeket, és elteleportál, majd újra megjelenik Alex mögött, lefejezi őt, és eltűnik.
Visszatérve a jelenbe, a nyomozók nem hajlandók elhinni Rebecca történetét, és egy cellába zárva hagyják, mielőtt elhagyják. Egy stáblista után Mickey belép a rendőrőrsre, kinyitja Rebecca cellájának ajtaját, és azt mondja neki, hogy "sok emberrel" szeretné, ha találkozna, és "csak most kezdik". Rebecca bámul Mickeyre, elmosolyodik, és elhagyja a celláját.

## Szereplők
| Szereplő                  | Színész         | Magyar hang        |
| ------------------------- | --------------- | ------------------ |
| Tim Collins / Mickey egér | Simon Phillips  | Czető Roland       |
| Alex Fen                  | Sophie McIntosh | Bogdányi Titanilla |
| Jayna                     | Madeline Kelman | Pekár Adrienn      |
| Ryan                      | Ben Harris      | Renácz Zoltán      |
| Marcus                    | Callum Sywyk    | Baráth István      |
| Gemma                     | Mireille Gagné  | Kereki Anna        |
| Paul                      | James Laurin    | Joó Gábor          |
| Jackie                    | Mackenzie Mills | Hermann Lilla      |
| Rebecca                   | Mackenzie Mills | Csuha Borbála      |
| Danny                     | Jesse Masmith   | Bergendi Áron      |
| Marie                     | Allegra Nocita  | Kardos Eszter      |
| Cole nyomozó              | Damir Kovic     | Hám Bertalan       |
| Marsh nyomozó             | Nick Biskupek   | Végh Péter         |

### Magyar változat
A szinkront a Direct Dub Studios készítette.
- Bemondó: Varga Gábor
- Magyar szöveg: Kis János
- Hangmérnök és vágó: Árvay Zoltán
- Gyártásvezető: Gémesi Krisztina
- Szinkronrendező: Árvay-Kiss Virág
- Produkciós vezető: Witzenleiter Kitti

## A film készítése
2024. január 1-jén a Mickey egér főszereplésével készült első animációs rövidfilm, a Willie gőzhajó közkinccsé vált. 2024. január 1-jén a szerzői jogok lejártának napján a film – akkor még Mickey's Mouse Trap címmel – első előzetese megjelent az interneten, több más, a rövidfilm alapján készült alkotással együtt, mint például a Infestation: Origins, egy Mickey témájú független horrorjáték.
Jamie Bailey rendező a The Hollywood Reporter című lapnak így nyilatkozott: "Csak szórakozni akartunk az egésszel. Úgy értem, ez a Willie gőzhajó Mickey egere, aki embereket gyilkol. Nevetséges. Jól éreztük magunkat, és azt hiszem, ez meg is látszik." Bailey meglepődött azon is, hogy nem volt több hasonló projekt, és hogy az elsők között voltak, akik ilyen filmet készítettek, mivel a stáb "azt hitte, hogy teljesen őszintén szólva, elveszünk a sűrűjében". A film kerüli, hogy a címszereplő gonosztevőt "Mickey egérként" emlegesse, miközben biztosítja, hogy "teljesen világos legyen, hogy ki akar lenni".
A forgatásra Ottawában található Funhavenben, egy vidámparkban került sor, 8 napon keresztül, 2023 nyarán.